# Rhizophydium stipitatum
Rhizophydium stipitatum är en svampart som beskrevs av Sparrow 1957. Rhizophydium stipitatum ingår i släktet Rhizophydium och familjen Rhizophydiaceae.   Inga underarter finns listade i Catalogue of Life.